# Caroline Cellier
Pour les articles homonymes, voir Cellier.
Monique Marie Louise Cellier, dite Caroline Cellier, née le 7 août 1945 à Montpellier et morte le 15 décembre 2020 dans le 16e arrondissement de Paris, est une actrice française.
En 1985, elle obtient le César de la meilleure actrice dans un second rôle pour son interprétation dans L'Année des méduses.

## Biographie

### Jeunesse, formation et débuts
Fille d'Hubert Cellier, garagiste, et de Jacqueline Serrou, Monique Cellier est passionnée depuis l'enfance par le théâtre et le cinéma. Elle entre en 1963 au cours d'art dramatique de René Simon, et fait ses premiers pas sur scène la même année dans On ne peut jamais dire.

### Carrière
En 1964, Caroline Cellier fait ses débuts à la télévision, jouant par exemple dans La Mégère apprivoisée, avec Bernard Noël, et Une fille dans la montagne, avec Jacques Higelin, mais n'oublie pas pour autant le théâtre. En 1964, elle joue dans Croque-Monsieur et Du vent dans les branches de sassafras, pièces pour lesquelles elle obtient les prix Gérard-Philipe et Suzanne Bianchetti.
Un an plus tard, elle débute au cinéma dans La Tête du client, de Jacques Poitrenaud, où elle donne la réplique à Francis Blanche, Michel Serrault et Jean Poiret. La rencontre avec ce dernier va marquer sa vie (infra, « Vie privée »).
En 1968, elle joue dans La Vie, l'Amour, la Mort de Claude Lelouch, avant de donner la réplique, un an plus tard, à Michel Duchaussoy et Jean Yanne dans Que la bête meure, de Claude Chabrol. Dès lors, l'actrice alterne théâtre, téléfilms et cinéma. Elle tourne pour Lelouch, Claude Chabrol, Édouard Molinaro ou encore Françoise Sagan.
La consécration arrive dans les années 1980. En 1982, elle tient le rôle de l'épouse de Patrick Dewaere dans Mille milliards de dollars, d'Henri Verneuil, et enchaîne les succès avec Surprise Party, de Roger Vadim, P'tit Con, de Gérard Lauzier, et L'Année des méduses, de Christopher Frank, pour lequel elle obtient le César du meilleur second rôle féminin en 1985. La même année, la comédienne retrouve Claude Chabrol dans Poulet au vinaigre.
À partir de 1986, elle joue des rôles moins conventionnels, puisqu'elle est accro au jeu dans Poker, de Catherine Corsini, aux côtés de Pierre Arditi, prostituée dans La Contre-allée, d'Isabel Sebastian, ou escroc dans Vent de panique, de Bernard Stora, avec Bernard Giraudeau. En 1992, elle tourne sous la direction de son mari, Jean Poiret, dans l'adaptation du livre d'Alexandre Jardin, Le Zèbre, puis incarne Margareth Hunter dans Farinelli, de Gérard Corbiau (1994), avant de retrouver deux ans plus tard Claude Lelouch pour Hommes, femmes : mode d'emploi.
Elle participe au Concert des Enfoirés 1997.
À partir de 1997, elle tourne dans des comédies, notamment Didier, d'Alain Chabat, Le Plaisir (et ses petits tracas), de Nicolas Boukhrief, aux côtés de Vincent Cassel, ou Jean-Philippe, de Laurent Tuel. En 2007, elle est à l'affiche du film choral Fragile(s), de Martin Valente, où elle donne la réplique à Jean-Pierre Darroussin, Jacques Gamblin, François Berléand et Marie Gillain.

### Vie privée

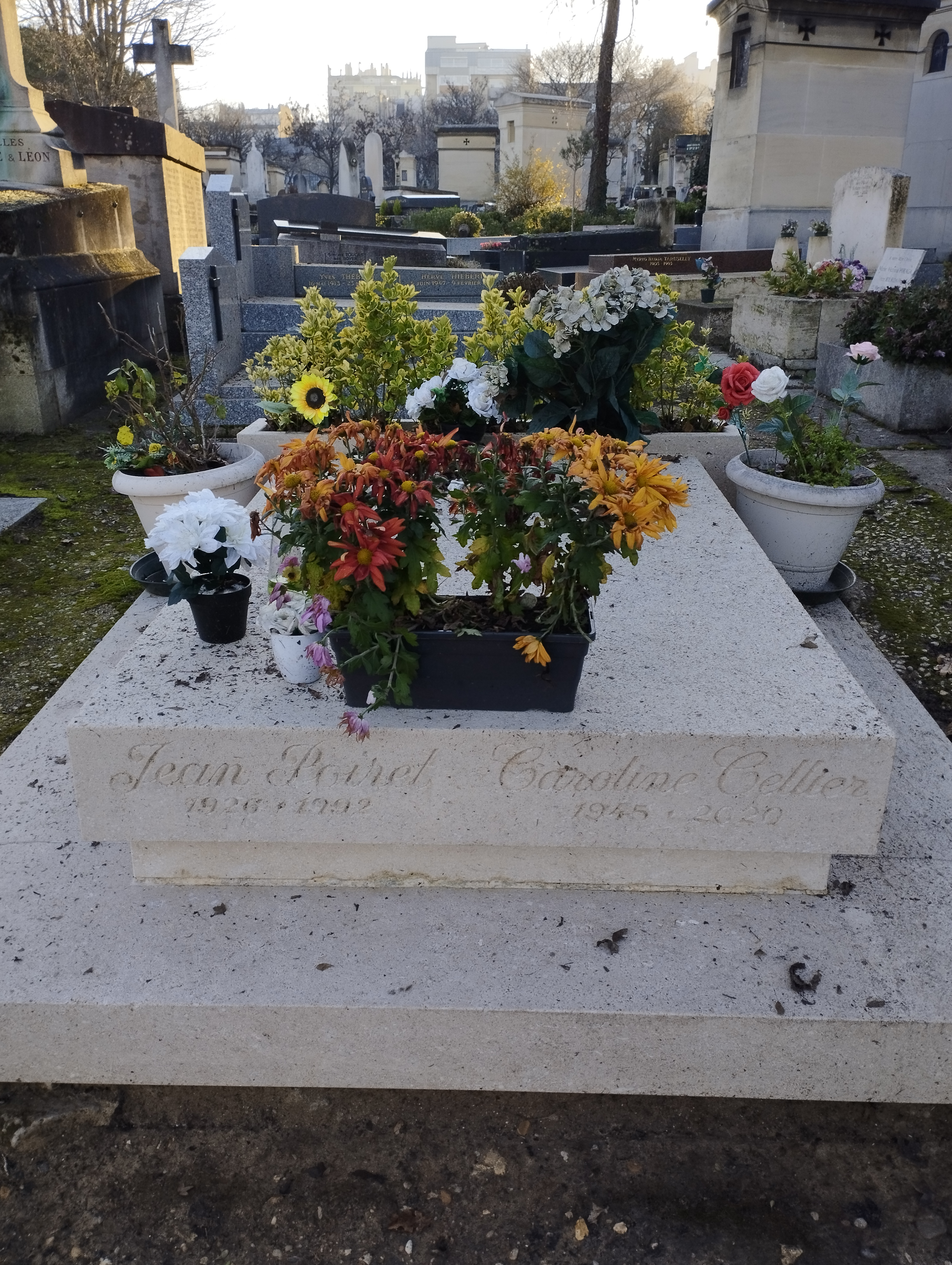
Tombe de Caroline Cellier et Jean Poiret au cimetière du Montparnasse (division 4).

En 1965, Caroline Cellier rencontre le comédien Jean Poiret dont elle va partager la vie jusqu'à la mort de ce dernier en 1992, avec quelques périodes de séparation. Ils ont un fils, Nicolas, né le 19 novembre 1978, devenu auteur et scénariste pour la série de France 2, Parents mode d'emploi.
En 1989, elle et Jean Poiret se marient à la mairie du 16e arrondissement de Paris, trois ans avant la mort de l'acteur, le 14 mars 1992.

### Mort
Caroline Cellier meurt le 15 décembre 2020 à Paris 16e, à l'âge de 75 ans, après un long combat contre un cancer du sein  qui lui avait été diagnostiqué en 2013.
Elle est inhumée auprès de Jean Poiret au cimetière du Montparnasse (division 4).
Les effets de son appartement parisien sont vendus aux enchères le 26 mars 2021.

## Filmographie

### Cinéma
- 1965 : La Tête du client de Jacques Poitrenaud : Évelyne Berrien
- 1969 : La Vie, l'Amour, la Mort de Claude Lelouch : Caroline
- 1969 : Que la bête meure de Claude Chabrol : Hélène Lanson
- 1972 : Les Aveux les plus doux d'Édouard Molinaro : Catherine
- 1973 : L'Emmerdeur de Édouard Molinaro : Louise Pignon
- 1974 : Mariage de Claude Lelouch : la jeune fille 1974
- 1977 : Une femme, un jour... de Léonard Keigel : Caroline Puyssesseau
- 1977 : Les Fougères bleues de Françoise Sagan : Betty
- 1979 : Certaines nouvelles de Jacques Davila : Françoise
- 1981 : Mille milliards de dollars d'Henri Verneuil : Hélène Kerjean
- 1983 : Surprise Party de Roger Vadim : Lisa Bourget
- 1983 : Femmes de personne de Christopher Frank : Isabelle
- 1984 : L'Année des méduses de Christopher Frank : Claude
- 1984 : P'tit Con de Gérard Lauzier : Annie Choupon
- 1984 : Poulet au vinaigre de Claude Chabrol : Anna Foscarie
- 1987 : Poker de Catherine Corsini : Hélène
- 1987 : Grand Guignol de Jean Marbœuf : Sarah
- 1987 : Charlie Dingo de Gilles Béhat : Georgia Wolski
- 1987 : Vent de panique de Bernard Stora : Martine
- 1991 : La Contre-allée d'Isabel Sebastian : Lilas
- 1992 : Le Zèbre de Jean Poiret : Camille
- 1994 : Farinelli de Gérard Corbiau : Margareth Hunter
- 1994 : Délit mineur de Francis Girod : Claire
- 1996 : Hommes, femmes, mode d'emploi de Claude Lelouch : Madame Blanc
- 1996 : L'Élève de Olivier Schatzky : Emma
- 1997 : Didier de Alain Chabat : Annabelle
- 1997 : Le Plaisir (et ses petits tracas) de Nicolas Boukhrief : Hélène
- 2005 : Jean-Philippe de Laurent Tuel : Caroline
- 2007 : Fragile(s) de Martin Valente : Hélène
- 2010 : Thelma, Louise et Chantal de Benoît Pétré : Gabrielle

### Télévision
- 1964 : Une fille dans la montagne, de Roger Leenhardt (Téléfilm) : Félicie
- 1964 : La Mégère apprivoisée de Pierre Badel (Téléfilm) : Bianca
- 1965 : Marie Curie - Une certaine jeune fille de Pierre Badel (Téléfilm)
- 1966 : Les Dossiers de Jérome Randax (Série TV) : Lise de Vilmot
- 1966 : Rouletabille de Robert Mazoyer (Série TV) : Odette
- 1966-1967 : Au théâtre ce soir (Série TV) : Anita / Aline
- 1967 : La guerre de Troie n'aura pas lieu de Marcel Cravenne (Téléfilm) : Hélène
- 1972 : La Mort d'un champion d'Abder Isker (Téléfilm)
- 1973 : Molière pour rire et pour pleurer de Marcel Camus (Série TV) : Armande
- 1974 : Le Ciel de lit (Téléfilm) : Agnès
- 1974 : Histoires insolites de Claude Chabrol (Série TV) : Caroline
- 1974 : Soirée Courteline (Téléfilm) : Elle
- 1976 : Le Cheval évanoui (téléfilm) : Coralie
- 1980 : Cinéma 16 (Série TV) : Isabelle
- 1980 : Le Vol d'Icare (Téléfilm) : Adeline
- 1981 : L'Atterrissage (Téléfilm) : Agnès
- 1981 : Les Héroïques (Téléfilm) : Claire
- 1984 : Emmenez-moi au théâtre (Série TV) : Agnès
- 1986 : Danger passion (Téléfilm) : Lola
- 1990 : Julie de Carneilhan (Téléfilm) : Julie de Carneilhan
- 1990 : Fantômes an héritage (Série TV) : Diana
- 1997 : L'Histoire du samedi de Dominique Baron (Série TV) : Elise Martineau
- 1998 : Les Grands Enfants, de Denys Granier-Deferre (Téléfilm) : Catherine
- 2004 : Un jeu dangereux de Patrick Dewolf (Téléfilm) : Camille Davenne
- 2011 : Le Grand Restaurant II de Gérard Pullicino (Série TV) : L'une des échangistes adeptes de la monogamie

## Théâtre
- 1963 : On ne peut jamais dire de George Bernard Shaw, mise en scène René Dupuy, Théâtre Gramont
- 1964 : Les Fausses Confidences de Marivaux, mise en scène René Dupuy, Théâtre de l'Ambigu
- 1965 : Du vent dans les branches de sassafras de René de Obaldia, mise en scène René Dupuy, Théâtre Gramont
- 1966 : L'Ordalie ou La Petite Catherine de Heilbronn d'Heinrich von Kleist, mise en scène Jean Anouilh et Roland Piétri, Théâtre Montparnasse
- 1967 : Chaud et froid de Fernand Crommelynck, mise en scène Pierre Franck, Théâtre de l'Œuvre
- 1967 : Pygmalion de George Bernard Shaw, mise en scène Pierre Franck, Théâtre de l'Œuvre
- 1969 : La Fille de Stockholm d'Alfonso Leto, mise en scène Pierre Franck, Théâtre de l'Œuvre
- 1969 : Le Misanthrope de Molière, mise en scène Jean Meyer, Théâtre des Célestins
- 1970 : Pourquoi m'avez-vous posée sur le palier ? de Catherine Peter Scott, mise en scène Jean-Pierre Grenier, Théâtre Saint-Georges
- 1971 : Le Ciel de lit de Jan de Hartog, adaptation de Colette, mise en scène Jacques Charon, Théâtre du Palais-Royal
- 1972 : L'Ouvre-boîte de Félicien Marceau, mise en scène Pierre Franck, Théâtre de l'Œuvre
- 1979 : La Mégère apprivoisée de William Shakespeare, mise en scène Jacques Weber, Théâtre du 8e Lyon
- 1980 : L'Aide-mémoire de Jean-Claude Carrière, mise en scène Yves Bureau, Théâtre Saint-Georges
- 1982 : Trahisons d'Harold Pinter, mise en scène Raymond Gérôme, Théâtre Montparnasse
- 1983 : Le Bonheur à Romorantin de Jean-Claude Brisville, mise en scène Andréas Voutsinás, Théâtre des Mathurins
- 1985 : L'âge de Monsieur est avancé de Pierre Étaix, mise en scène Jean Poiret, Théâtre des Champs-Élysées
- 1988 : Les Liaisons dangereuses de Christopher Hampton d'après Choderlos de Laclos, mise en scène Gérard Vergez, Théâtre Édouard-VII, 1989 : Théâtre des Célestins
- 1999 : Un tramway nommé Désir de Tennessee Williams, mise en scène Philippe Adrien, Théâtre de l'Eldorado, 2000 : tournée, Théâtre des Célestins : Blanche Dubois
- 2003 : L'Éventail de Lady Windermere d'Oscar Wilde, mise en scène Tilly, Théâtre du Palais-Royal

## Doublage

### Cinéma

#### Films
- 1978 : Capitaine Helena Anderson (Katharine Ross)

## Distinctions

### Récompenses
- Prix Gérard-Philipe 1965
- Prix Suzanne-Bianchetti 1967
- César 1985 : César de la meilleure actrice dans un second rôle pour L'Année des méduses

### Nominations
- César 1993 : César de la meilleure actrice pour Le Zèbre
- Molières 1999 : Molière de la comédienne pour Un tramway nommé Désir